# Salai
Gian Giacomo Caprotti ou Giacomo Caprotti da Oreno, dit Salai, Salaï, Salaij, Andrea Salai ou Salaì en italien (de Sala[d]ino : petit diable) (né à Milan vers ~1480 et mort dans sa ville natale avant le 10 mars 1524) est un peintre italien de l'école lombarde de l'entourage de Léonard de Vinci, son élève, son disciple dès ses dix ans.

## Biographie

Salai modèle du Saint Jean-Baptiste de Léonard de Vinci.

Gian Giacomo Caprotti est le fils de Pietro di Giovanni, locataire d'un domaine viticole de Léonard de Vinci près de la Porta Vercellina à Milan. Léonard rencontre ce garçon loqueteux et inculte le 22 juillet 1490, à Milan, où il se rend pour honorer une commande de son mécène Ludovic Sforza. En échange d'une somme de quelques florins donnée à son père, Léonard le recueille à ses dix ans dans sa bottega (it) (atelier d'artistes réunissant maîtres et élèves).
Il devient le disciple de Léonard dès ses dix ans. D'une beauté androgyne et troublante, il est souvent le modèle et participe à nombre de ses toiles et produit ses propres dessins.
Il accompagne Léonard à Mantoue, Venise et Florence.
Suivant Walter Krämer[réf. nécessaire] et Michael Schmidt[source insuffisante], il est dit être le fils adoptif de Léonard de Vinci, depuis le début de son apprentissage et son confident. Plus probable est l'hypothèse qu'ils étaient amants. C'est Léonard de Vinci qui lui donne son surnom de Salaï (petit diable, ou progéniture du diable), en raison de son comportement, se trouvant continuellement à voler ou casser des objets.
En 1516, Salai et un autre élève de Léonard de Vinci, Francesco Melzi, accompagnent le maître en France à l'invitation du roi François Ier. Il n'y reste que deux ans et retourne en Italie. À la mort du maître en 1519, celui-ci lui avait légué un vignoble dans lequel Salai se fait construire une maison, puis épouse Bianca Coldiroli d’Annono le 14 juin 1523 à l'âge de 43 ans,.
Quelques mois après son mariage, il meurt d'un carreau d'arbalète reçu soit lors d'un duel, soit victime d'un assassinat (les circonstances de sa mort n'ont pas été clairement établies) et est enterré à Milan le 10 mars 1524.

## Salai, modèle de la Joconde?

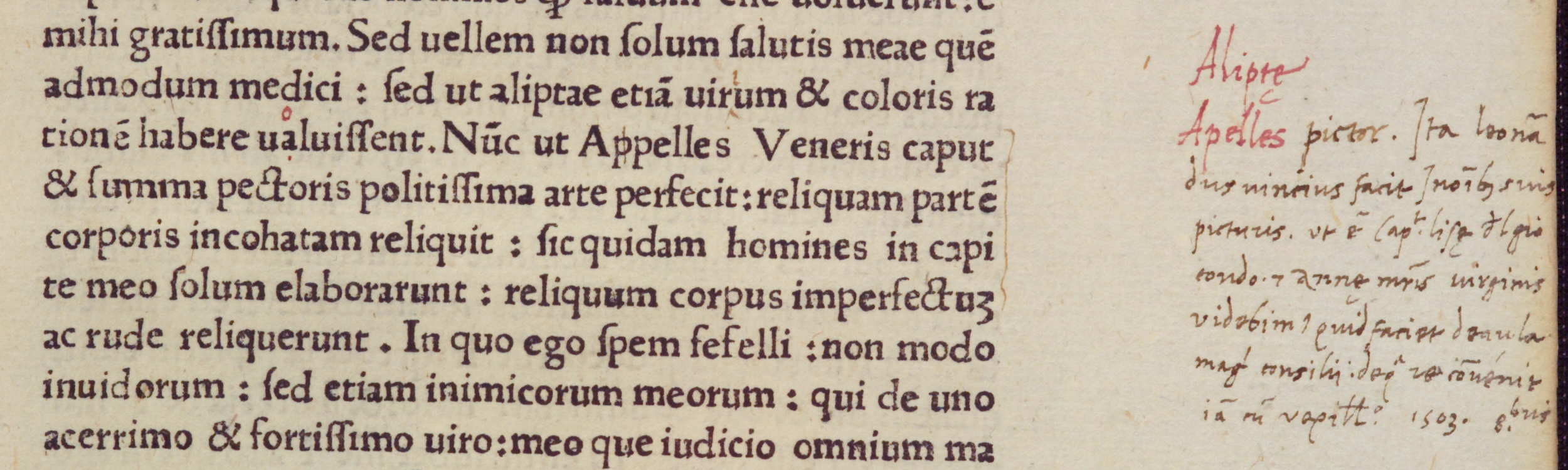
Note d'Agostino Vespucci écrite en 1503 en marge d'un livre de l'université de Heidelberg, identifiant le modèle comme étant Lisa Gherardini.

Une découverte de 2008 a semblé confirmer que le modèle de la Joconde est Lisa Gherardini. Dans une édition de l'œuvre de Cicéron, retrouvée à Heidelberg, en Allemagne, et datant d'octobre 1503, son propriétaire Agustino Vespucci, ami de Léonard de Vinci, a annoté une page de l'ouvrage, indiquant que De Vinci avait trois peintures en cours cette année-là, dont un portrait de Mona Lisa del Giocondo.
Pourtant, en janvier 2011, Silvano Vincenti, président du « Comité national pour la valorisation des biens historiques », un organisme privé italien d'investigation sur l'histoire de l'art, affirme que le jeune Salai aurait servi de modèle à Léonard de Vinci pour La Joconde. Cette thèse laisse sceptiques les experts du musée du Louvre. Sans preuve scientifique, Vincenti fait état de fortes similitudes entre les traits des visages des protagonistes du Saint Jean Baptiste et l'Ange incarné avec le nez et la bouche de Mona Lisa.

## Œuvres
- Vierge à l'Enfant et le jeune Jean-Baptiste, Budapest, Szépmüvészeti Múzeum
- Vierge à l'Enfant et sainte Anne Selbdritt[9], Uffizi, Florence
- Vierge à l'Enfant et sainte Anne Selbdritt Armand Hammer Museum, Los Angeles
- Saint Jean-Baptiste, pinacothèque Ambrosienne, Milan
- Vierge à l'Enfant avec les saints Jean-Baptiste et Paul et des anges musiciens, pinacothèque de Brera, Milan
- Vierge à l'Enfant avec les saints Pierre et Paul,
- Portrait de femme nue (Monna Vanna ou Lisa del Giocondo) (1515), musée de l'Ermitage, Saint-Petersbourg.

## Galerie

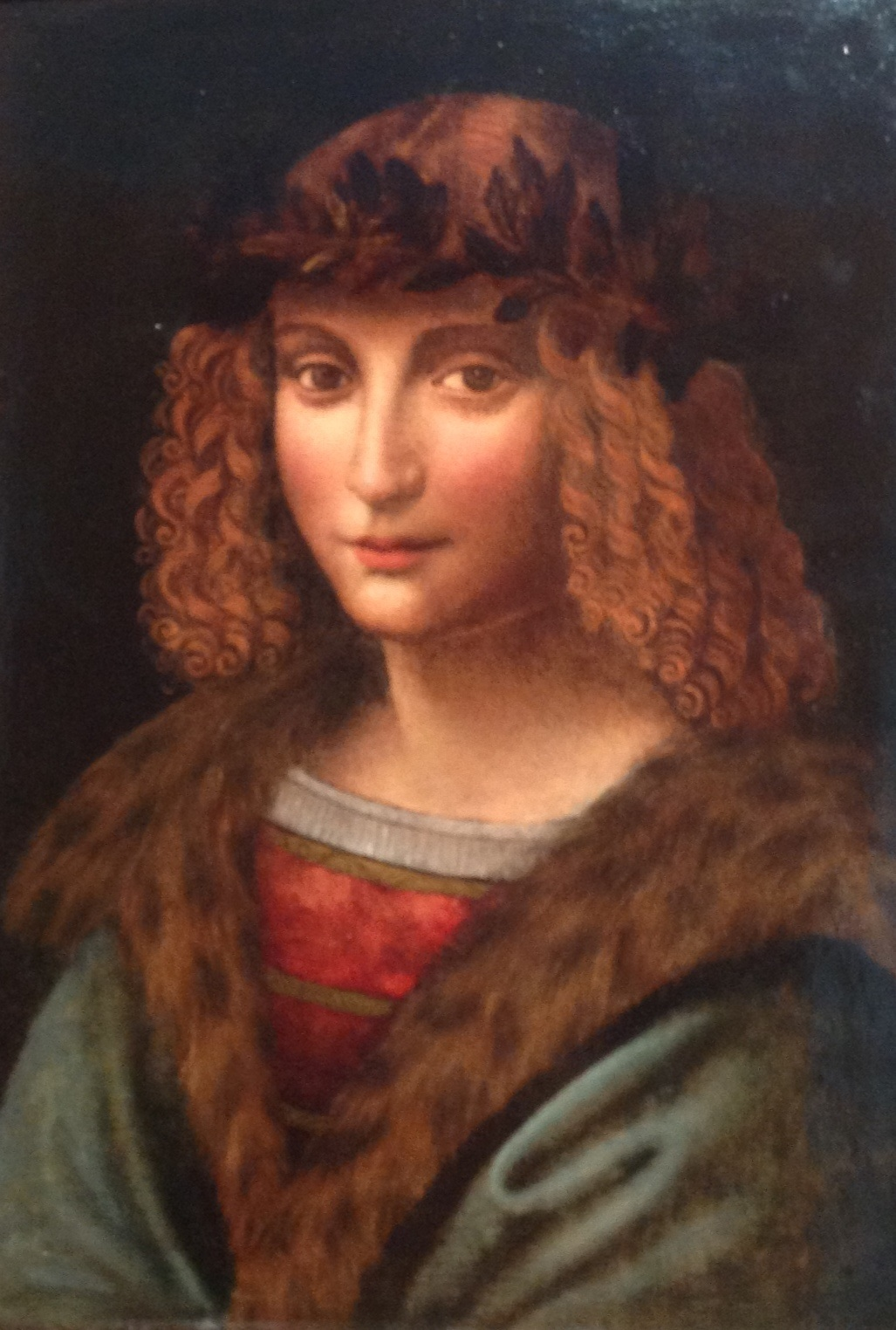
Salai par un élève peintre de Léonard de Vinci (vers 1502-1503).
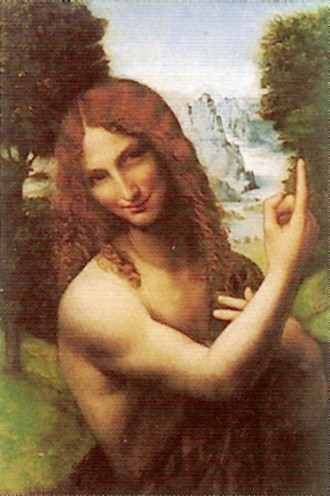
Saint Jean-Baptiste par Salai (1510-1520).
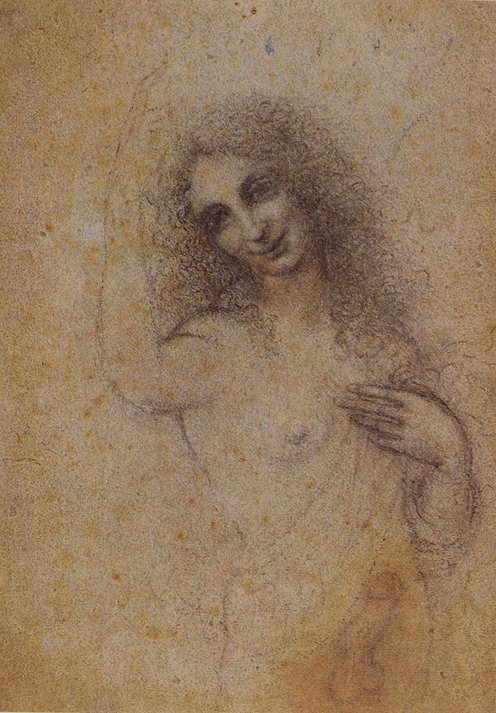
L'Ange incarné, dessin de Léonard de Vinci (1515).
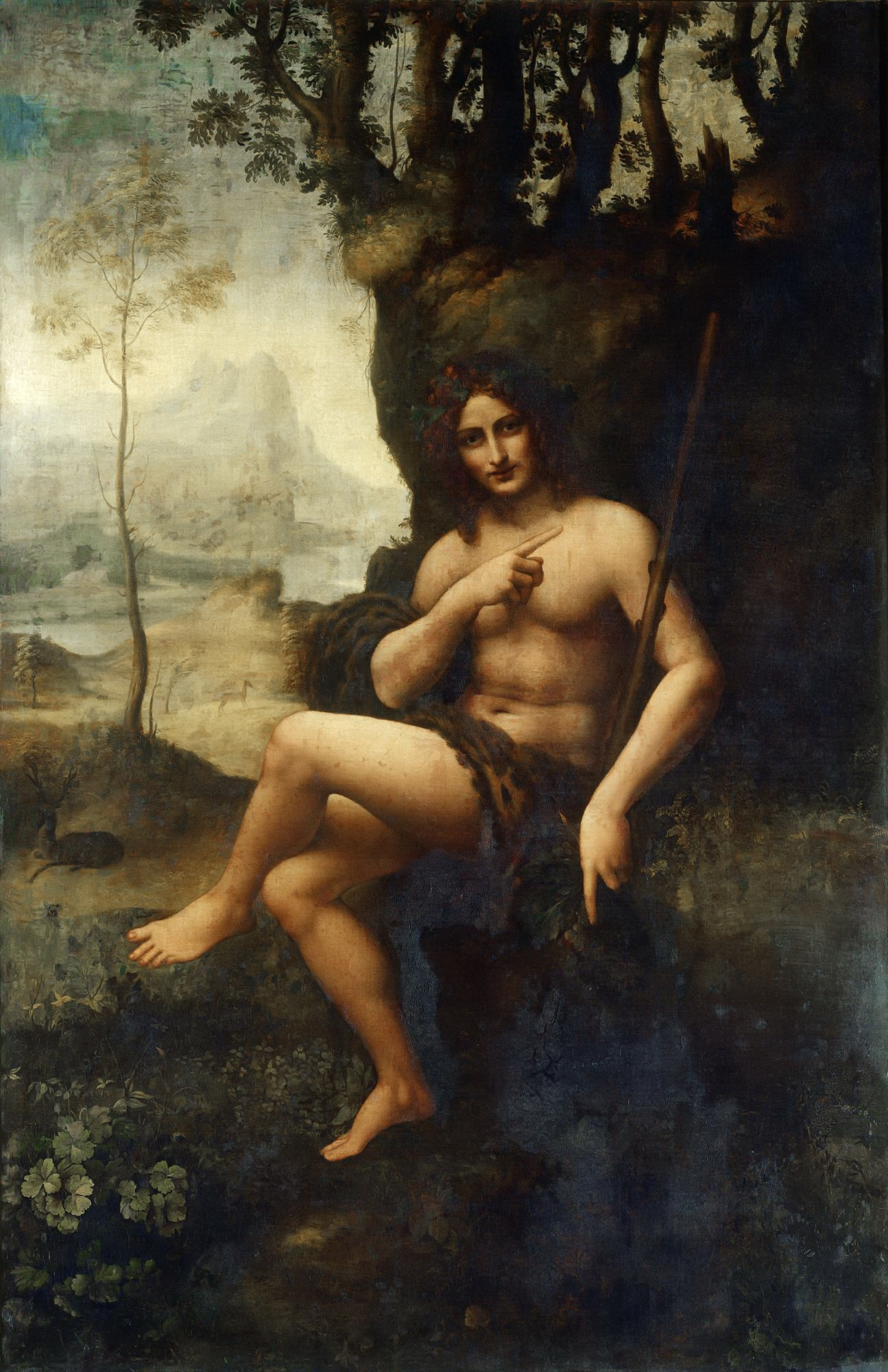
Saint Jean-Baptiste retouché en Bacchus, attribué à Francesco Melzi ou Salai, 1517-1520, huile transposée sur toile, Louvre[10].
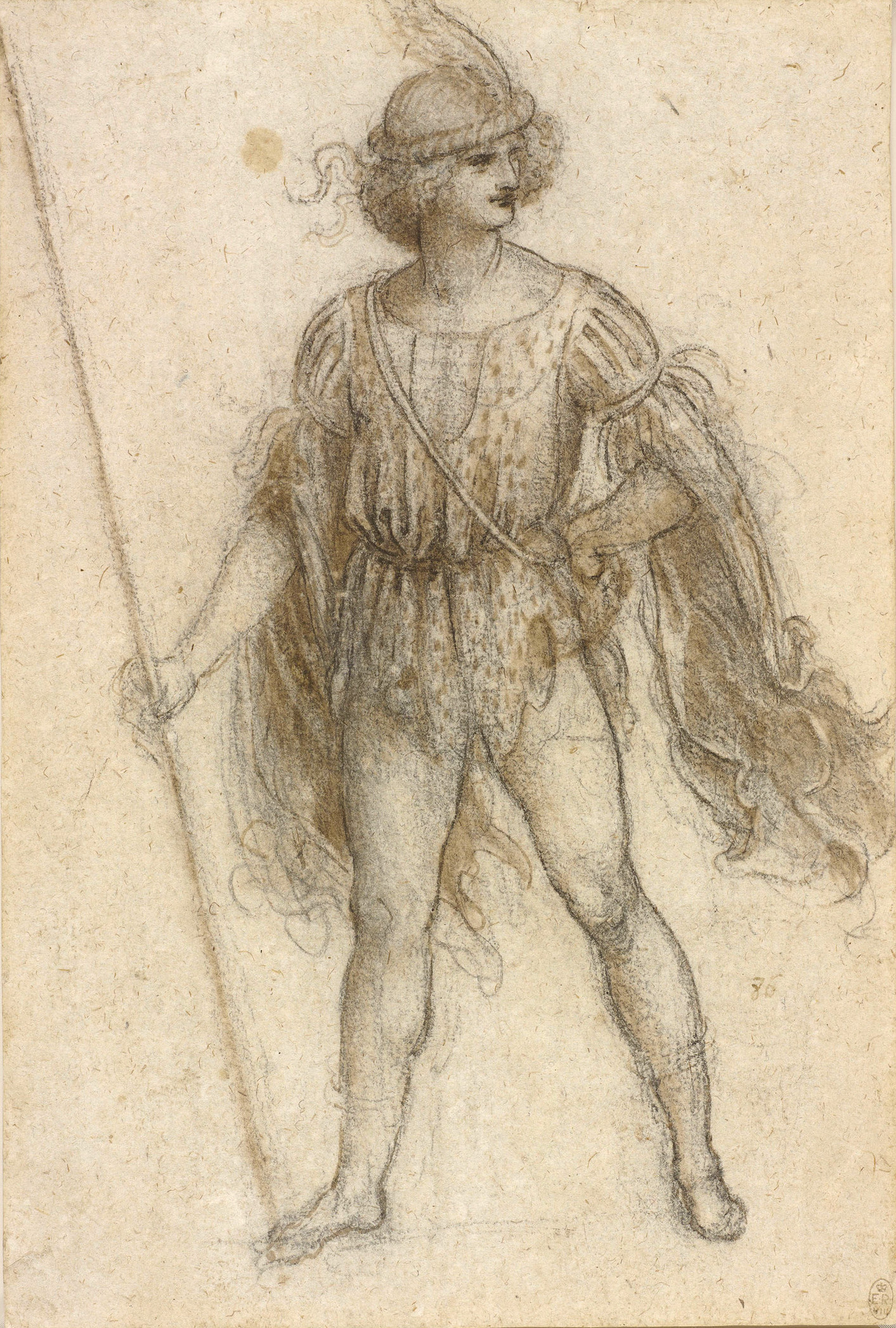
Salai en lancier exotique de mascarade, dessin de Léonard de Vinci (1518).
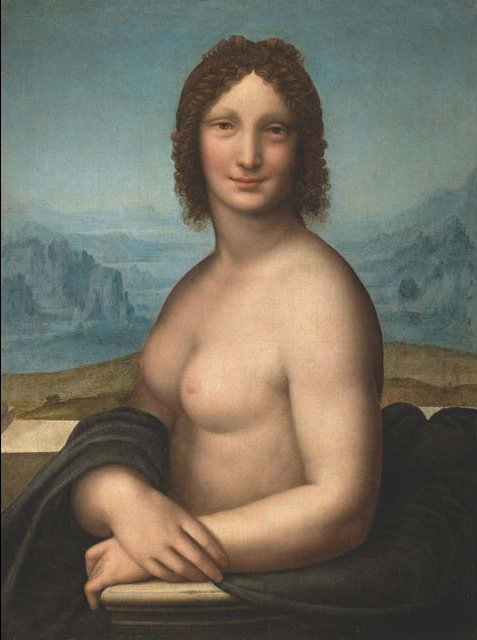
Monna Vanna par Salai.
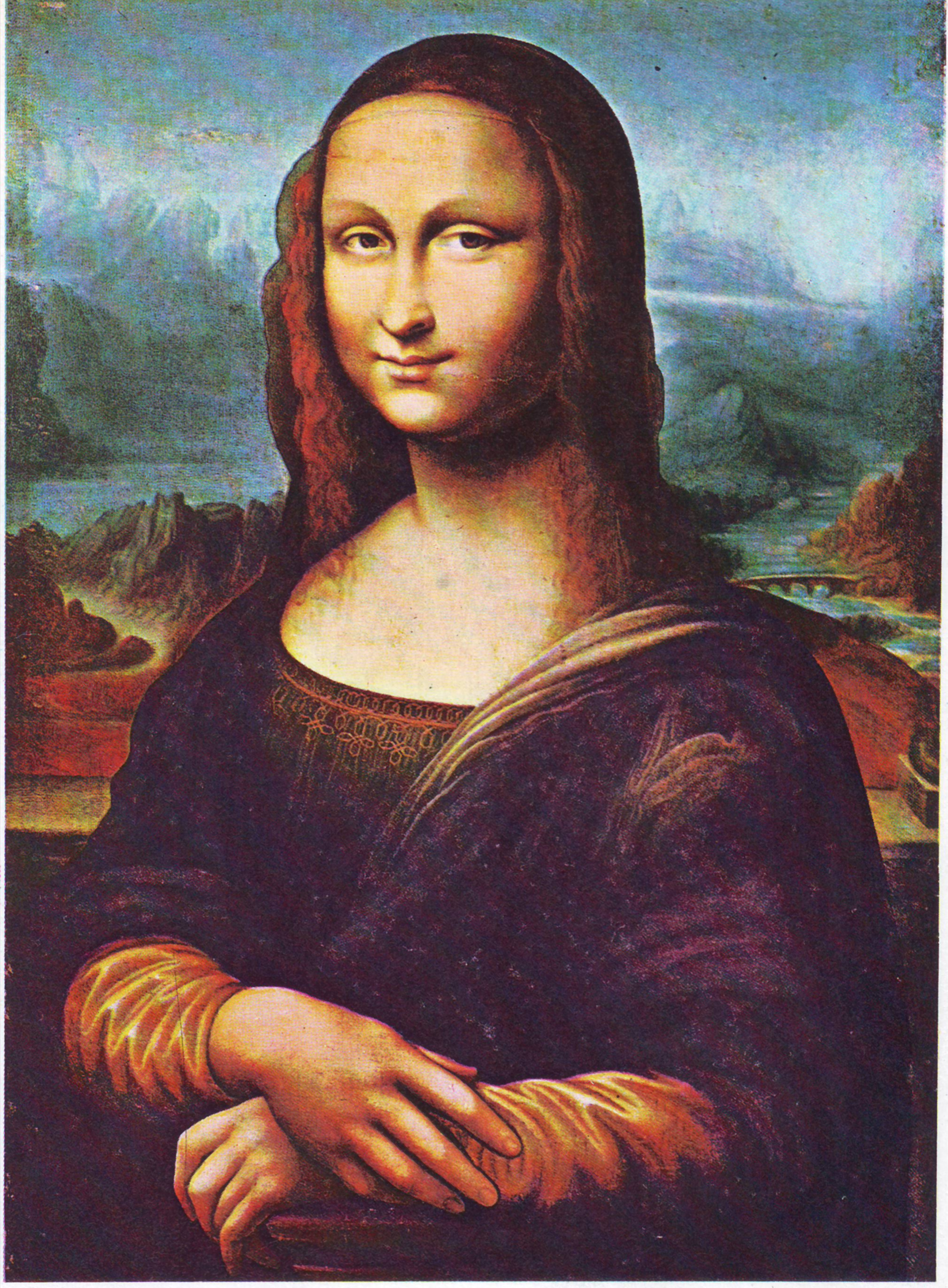
La Joconde de Thalwil par Salai.
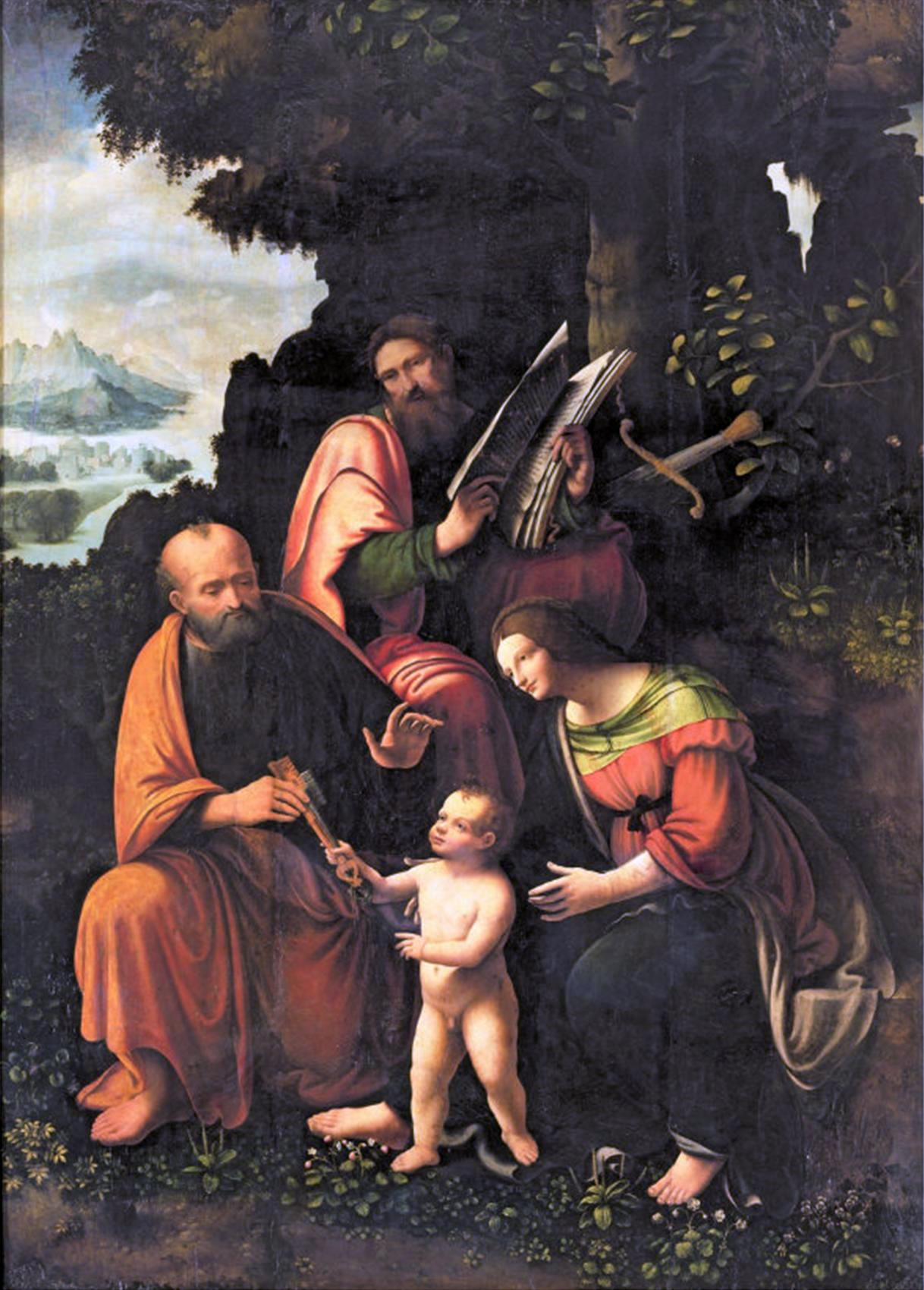
Vierge à l'Enfant avec les saints Pierre et Paul par Salai.
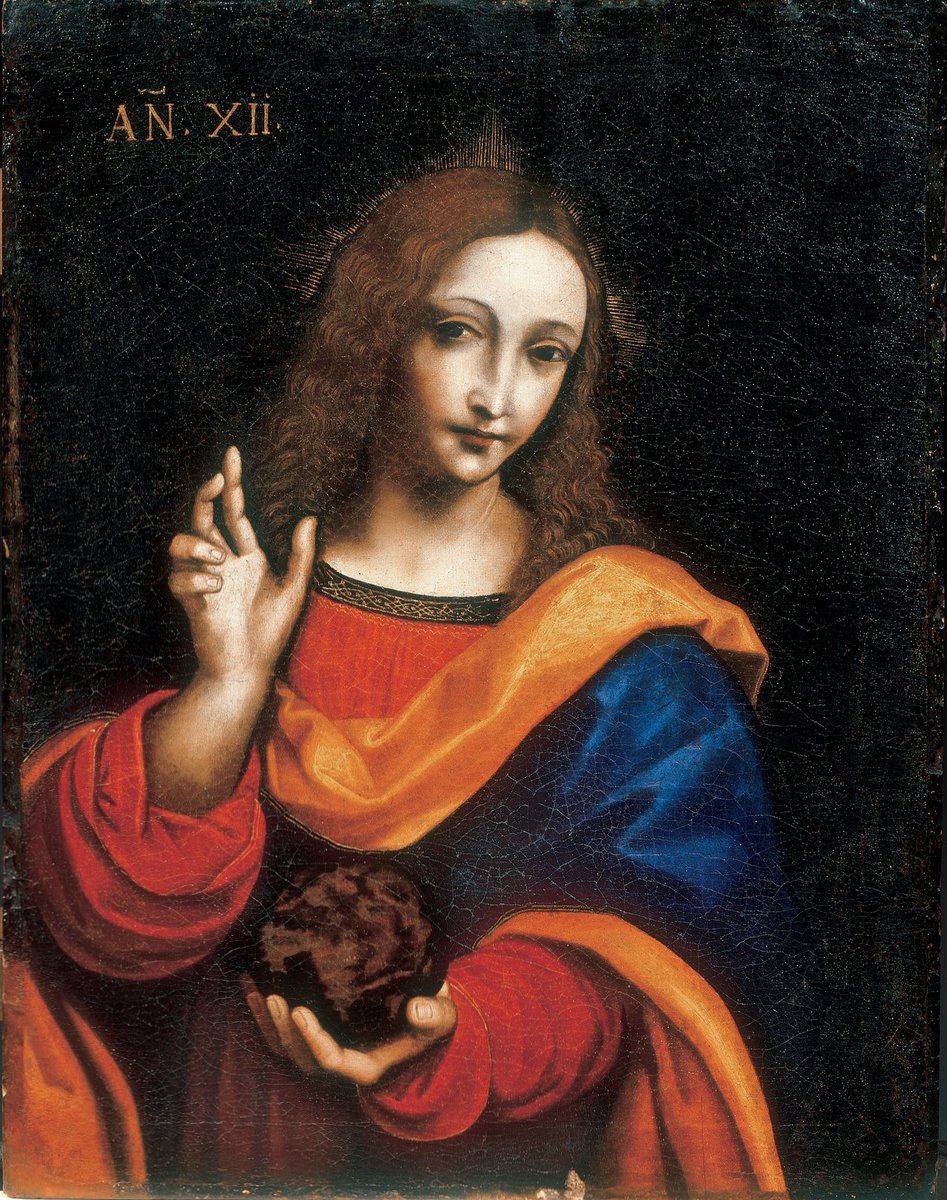
Cristo giovanetto come Salvator Mundi par Salai (avant 1524).

## Dans la culture populaire
- Salai apparaît dans The Da Vinci Disappearance (La Disparition de Da Vinci), le DLC du jeu vidéo Assassin's Creed Brotherhood. Il y est sous-entendu comme l'amant de Léonard de Vinci.
- Labijoconde par Kävin'Ka (romancier), éditions ONAN, 2015  (ISBN 978-2-95242-562-9). Reprenant la thèse des chercheurs italiens qui affirment que Salai aurait servi de modèle pour la Joconde, ce roman raconte les trois dernières années de Salai à Amboise auprès de Léonard de Vinci décrivant leur relation tumultueuse et par la même les mœurs très libres de la Renaissance italienne.
- Dans Les Conjurés de Florence, roman uchronique de Paul J. McAuley se déroulant dans un univers où les inventions de Léonard de Vinci ont entraîné une révolution industrielle dans la Florence du XVIe siècle, Salai est l'un des principaux antagonistes, impliqué dans une conspiration visant à s'emparer du secret d'un engin volant inventé par Léonard pour le vendre à l'Espagne ;
- La relation amoureuse entre Salai et Léonard de Vinci, mais aussi son rôle comme modèle de la Joconde, se retrouvent également dans les bandes dessinées : 
  - Benjamin Lacombe (scénario, story-board, peinture, dessin et couleurs), Paul Echegoyen (aide au story-board, dessin des décors), Léonard & Salaï, éditions Soleil, 2014  (ISBN 978-2-302-01873-0).
  - Fred Blanchard (scénario), Jean-Pierre Pécau (scénario), Fred Duval (scénario), Igor Kordey (dessin) et Ive Svorcina (couleurs) Jour J, t. 12 : Le Lion d'Égypte, Paris, Soleil productions, 2013  (ISBN 978-2-7560-3548-2).